# ボニャンコ
ボニャンコ（伊: Bognanco）は、イタリア共和国ピエモンテ州ヴェルバーノ・クジオ・オッソラ県にある、人口約200人の基礎自治体（コムーネ）。

## 地理

### 位置・広がり
| 隣接するコムーネは以下の通り。括弧内のCH-VSはスイスヴァレー州所属を示す。 - アントローナ・スキエランコ - クレヴォラドッソラ - ドモドッソラ - モンテスケーノ - トラスクエーラ - Zwischbergen (CH-VS) |

## 行政

### 分離集落
ボニャンコには、以下の分離集落（フラツィオーネ）がある。
Bei, Camisanca, Fonti, Graniga, Moraso, Pioi, Pizzanco, San Lorenzo, San Marco, Torno[